# Dysaphis deltoidei
Dysaphis deltoidei är en insektsart som beskrevs av Shaposhnikov och Stekolshchikov 1989. Dysaphis deltoidei ingår i släktet Dysaphis och familjen långrörsbladlöss. Inga underarter finns listade i Catalogue of Life.